# Georges Lakhovsky
Georges Lakhovsky (Ilya, 17 settembre 1869 – New York, 31 agosto 1942) è stato un ingegnere, inventore e pseudoscienziato russo.
Acquisì una certa notorietà per alcune controverse teorie nel campo della fisiologia, in base alle quali costruì e brevettò in Francia degli apparecchi basati su circuiti elettrici oscillanti, destinati all’applicazione in campo medico: nessuno degli effetti terapeutici dichiarati degli apparecchi di Lakhovsky è mai stato confermato scientificamente, e le teorie di Lakhovsky sono oggi considerate pseudoscienza.

## Biografia
Lakhovsky nacque a Ilya, nella Regione di Minsk, nell'allora Impero russo. Studiò ingegneria a Odessa, e nel 1894 si trasferì a Parigi, dove studiò fisica, divenendo cittadino francese. Nel 1924 entrò all'ospedale Salpetrière di Parigi, ove utilizzò i suoi circuiti e altre strumentazioni da lui create, per la cura dei tumori.  
Negli anni '30 Lakhovsky collaborò anche con alcuni ospedali italiani, a Roma e in Sardegna.
Morì a New York nel 1942, a seguito dell'investimento da parte di una limousine.

## Teorie

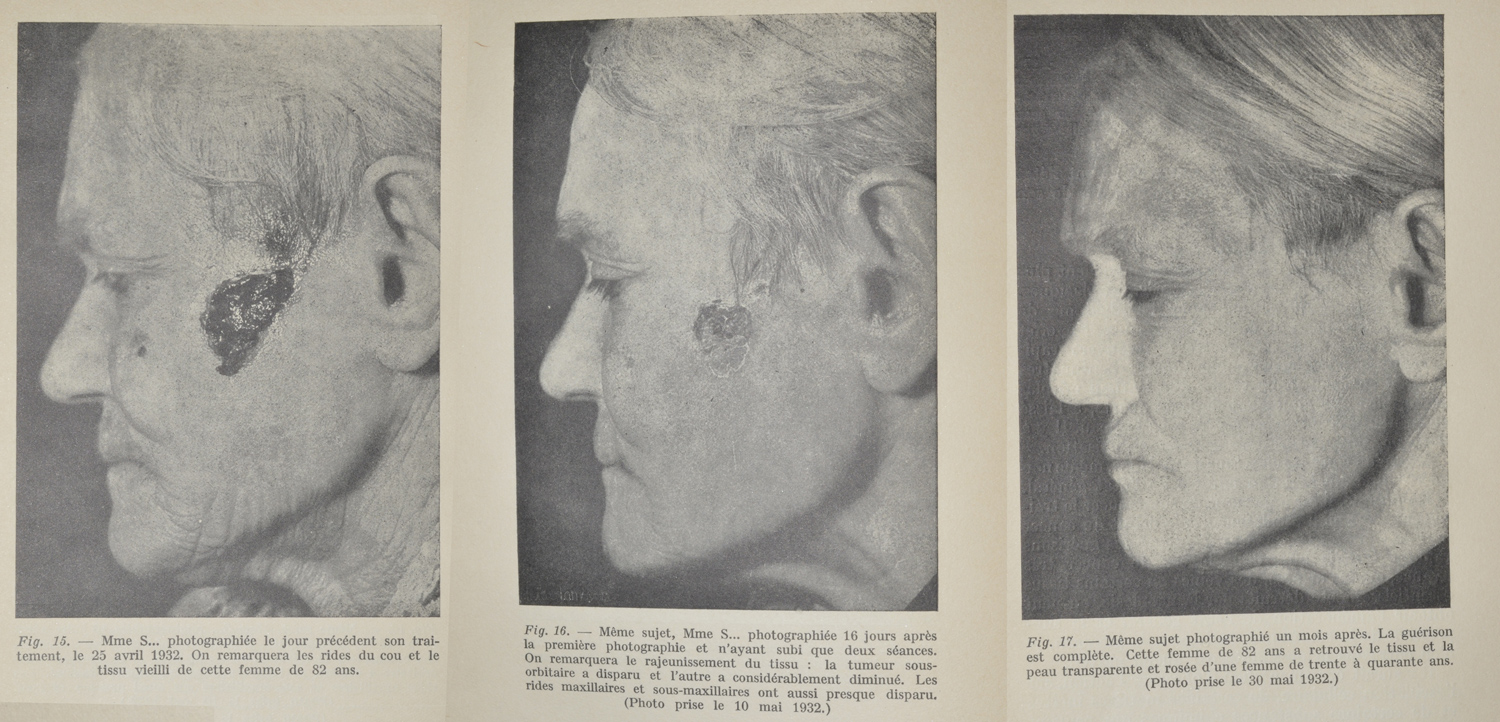
Illustrazioni tratte dal libro La formation néoplasique et le déséquilibre oscillatoire cellulaire

Sin dai primi del ‘900, Lakhovsky sostenne la tesi dell'oscillazione cellulare, ossia che è proprio dalla vibrazione della cellula e dal suo buon funzionamento che si denota la buona salute del fisico umano: nel caso in cui una cellula, nata con una certa frequenza vibratoria, sia esposta ad un campo energetico vibrazionale differente dal suo, per la legge di risonanza, essa tenderebbe ad acquisire questo nuovo assetto vibratorio che a lungo andare la stresserebbe fino a produrre la malattia. Descrisse le sue teorie nel libro del 1925 L'origine de la vie, la radiation et les êtres vivants, pubblicato in italiano nel 1938 (Il segreto della vita: le onde cosmiche e la radiazione vitale).